# Moeraszuring
De moeraszuring (Rumex palustris) is een eenjarige of tweejarige plant die behoort tot de duizendknoopfamilie (Polygonaceae).
De plant komt voor in Midden- en Zuidoost-Europa en in gematigd Azië. Met Midden-Engeland als noordwestgrens.
De moeraszuring komt voor op open plekken met een natte, stikstofrijke en ammoniakhoudende grond. Het is geen algemene soort en komt voornamelijk voor in laagveen- en rivierkleigebieden.

## Kenmerken
De plant kan tot 1 meter hoog worden en heeft lancetvormige bladeren. De moeraszuring bloeit van juni tot september.
De moeraszuring kan op het eerste gezicht met de goudzuring worden verward. De tanden van de vruchtkleppen (binnenste bloemdekbladen die later het nootje omvatten) lopen bij de moeraszuring echter niet (zoals bij de goudzuring) uit in een lange naald.